# 乾下站
乾下站（韓語：건하역）是朝鮮民主主義人民共和國慈江道满浦市乾下里的一個鐵路車站，属于满浦线。

## 历史
- 1939年2月1日，开通使用[1]。

## 邻近车站
满浦线
時中站 - 乾下站 - 满浦青年站